# فرقان (اسم)
فرقان هو اسم علم مذكر من أصل عربي، ومعناه هو ما يفرق بين الحق والباطل، البرهان، النصر، الصبح، والفرقان القرآن الكريم واسم سورة منه ذات الرقم 25وأولها ﴿تبارك الذي نزل الفرقان على عبده﴾ [ الفرقان من الآية 1].

## شخصيات تحمل الاسم
- فرقان ألدمير (لاعب كرة سلة تركي، 9 أغسطس 1991 – )
- فرقان أولاش ميميش (ملاكم تركي، 22 أبريل 1991 – )
- فرقان أيدين (لاعب كرة قدم تركي، 22 فبراير 1991[3] – )
- فرقان دوجان (20 أكتوبر 1991 – 31 مايو 2010)
- فرقان أنديتش (ممثل تركي) ، 4 أبريل 1990

## وصلات خارجية
- موسوعة السلطان قابوس لأسماء العرب نسخة محفوظة 5 أبريل 2019 على موقع واي باك مشين.